# Декакарбонилдимолибдат натрия
Декакарбонилдимолибдат натрия — неорганическое соединение,
карбонильный комплекс молибдена и натрия
с формулой Na2[Mo2(CO)10],
жёлтые кристаллы,
растворяется в воде,
самовоспламеняется на воздухе.

## Получение
- Реакция суспензии натрия в тетрагидрофуране и гексакарбонил молибдена в присутствии 2,2'-дипиридила:

{\displaystyle {\mathsf {2Na+2Mo(CO)_{6}\ {\xrightarrow {}}\ Na_{2}[Mo_{2}(CO)_{10}]+2CO\uparrow }}}

## Физические свойства
Декакарбонилдимолибдат натрия образует жёлтые кристаллы, чрезвычайно неустойчивые на воздухе (пирофорность).
Растворяется в воде, тетрагидрофуране, пиридине, ацетоне, ацетонитриле,
не растворяется в диоксане, эфире.